# 纤枝喉毛花
纤枝喉毛花（学名：Comastoma stellariifolium）为龙胆科喉毛花属下的一个种。

## 扩展阅读
- 維基物種上的相關：纤枝喉毛花